# Paulina Wiecińska
Paulina Wiecińska (z domu Bednarek) – polska inżynier chemik, doktor habilitowana nauk technicznych, profesor uczelni Politechniki Warszawskiej, zatrudniona w Katedrze Technologii Chemicznej Wydziału Chemicznego PW.

## Życiorys
W 2006 ukończyła studia w zakresie technologii chemicznej na Politechnice Warszawskiej.  W dniu 29 czerwca 2010 uzyskała na Wydziale Chemicznym PW stopień doktora nauk technicznych w dyscyplinie technologia chemiczna na podstawie dysertacji Badania nad zastosowaniem wybranych pochodnych sacharydów w procesie formowania proszków ceramicznych metodą odlewania żelowego. W dniu 20 listopada 2018 otrzymała na tym samym wydziale stopień doktora habilitowanego na podst. dorobku naukowego, w tym pracy pt. Dodatki organiczne w otrzymywaniu zaawansowanych materiałów ceramicznych metodami opartymi na układach koloidalnych. 
Od 2010 roku jest pracownikiem badawczo-dydaktycznym w Katedrze Technologii Chemicznej Wydziału Chemicznego PW początkowo na stanowisku adiunkta, a od roku 2019 na stanowisku profesora uczelni. Prowadzi badania naukowe dotyczące otrzymywania i charakteryzacji materiałów ceramicznych.